# 니콜라 아페르
니콜라 아페르(Nicolas Appert, 1749년 11월 17일~1841년 6월 1일) 프랑스 출신의 제과업자이자 발명가로, 최초로 병조림을 고안해 내어 "통조림의 아버지"로 알려진 인물이다.
그는 1784년~1795년간 파리의 요리사로 일하였는데, 1795년 그는 식품을 보존하는 방법을 연구하면서 1804년에 유리병에 음식을 넣고 코르크로 덮은 후 파리핀으로 밀봉하는 식품 보존법을 고안했다.
이 병조림을 나폴레옹 전쟁이 한창이었던 프랑스군에서 야전용 음식 보존법 공모에 당첨되어 12,000프랑의 상금을 받아내었다. 이후에도 새로운 음식 보존법과 소독법을 끊임없이 연구해왔다.
아페르가 고안해낸 식품 보존법의 원리는 매우 간단하였으며, 조리된 식품을 병에 넣고 가열을 통해 멸균 시킨 후 밀봉하여 세균의 침입을 막는 형태였다. 니콜라 아페르는 이러한 원리는 몰랐으나, 훗날 이 원리를 발견한 것은 루이 파스퇴르였다.
훗날 이 병조림과 통조림 저장법을 '아페르 법'이라고 부르게 되었고, 1942년 이후 미국 시카고에서는 매년 식품 저장 기술 관련 상을 수여하는 'Nicolas Appert Award'가 개최되고 있다.

## 같이 보기
- 통조림
- 병조림